# Лом (община)
Вижте пояснителната страница за други значения на Лом.
Община Лом се намира в Северозападна България и е една от съставните общини на Област Монтана.

## География

### Географско положение, граници, големина
Общината е разположена в северната част на Област Монтана. С площта си от 323,882 km2 заема 4-то място сред 11-те общините на областта, което съставлява 8,91% от територията на областта. Границите ѝ са следните:
- на югоизток – община Вълчедръм;
- на юг – община Якимово, община Медковец и община Брусарци;
- на запад – община Ружинци и община Димово, Област Видин;
- на север – Румъния.

### Природни ресурси

#### Релеф
Релефът на община Лом е низинно-равнинен до хълмист и предоставя прекрасни условия за развитие на растениевъдството и за механизирана обработка на земята. Територията ѝ изцяло попада в пределите на Западната Дунавска равнина.
От югозапад на североизток и север през средата на общината протича най-долното течение на река Лом. Долината ѝ е с асиметрични брегове – десен висок и стръмен (на места денивелацията превишава 100 m) и ляв нисък и полегат. От високия стръмен бряг на реката с общ наклон на изток и югоизток се простира обширна равнина, която продължава до долината на река Цибрица в пределите на общините Вълчедръм и Якимово. Левият нисък бряг на река Лом постепенно се повишава в северозападна посока към река Дунав и Арчаро-Орсойската низина, където завършва със стръмни склонове. Тук южно от село Добри дол се намира най-високата точка на община Лом – 194,5 m.
В крайните западни и източни ъгли на общината се простират части от две низини, които са заливни тераси на река Дунав. На запад се намира Орсойската низина, която е източно продължение на Арчаро-Орсойската низина. Нейната площ е около 32 km2. В най-източния ъгъл на общината, землището на село Станево се простира западната част на Цибърската низина. Тук, на брега на Дунав се намира минималната кота на общината – 27 m н.в.

#### Води
В пределите на община Лом се простира участък от 37 km от южния бряг на река Дунав от km 721 до km 758 (километрите се отчитат от устието на реката). Основна водна артерия на общината е река Лом, която протича през нея с последните си 15 km от най-долното си течение. Тя навлиза в общината южно от село Сталийска махала, минава покрай селата Трайково и Замфир и източно от град Лом се влива отдясно в река Дунав.
На територията на община Лом, южно и източно от село Ковачица има изградени два големи язовира („Ковачица“ и „Липница“), водите на които са използват за напояване на обширните земеделски земи в района.

## Население

### Населени места
Общината има 10 населени места с общо население 21 248 жители към 7 септември 2021 г.
| Населено място (Старо име)                                              | Преброяване (от септември 2021) | По настоящ адрес (ГРАО от 15 септември 2024) | Площ (km²) | Гъстота (д/km²) |
| ----------------------------------------------------------------------- | ------------------------------- | -------------------------------------------- | ---------- | --------------- |
| Добри дол                                                               | 243                             | 242                                          | 15,625     | 15.49           |
| Долно Линево                                                            | 202                             | 180                                          | 11,984     | 15.02           |
| Замфир (Дългошевица, Замфирово)                                         | 796                             | 845                                          | 49,128     | 17.2            |
| Ковачица                                                                | 975                             | 1025                                         | 57,578     | 17.8            |
| Лом                                                                     | 16842                           | 21318                                        | 52,203     | 408.37          |
| Орсоя                                                                   | 33                              | 66                                           | 17,001     | 3.88            |
| Сливата                                                                 | 134                             | 144                                          | 17,938     | 8.03            |
| Сталийска махала                                                        | 1099                            | 1154                                         | 28,457     | 40.55           |
| Станево (Лабец)                                                         | 236                             | 217                                          | 24,282     | 8.94            |
| Трайково                                                                | 688                             | 660                                          | 49,686     | 13.28           |
| Общо за общината:                                                       | 21248                           | 25851                                        | 323,88     | 79.82           |
| Населените места с кмет са със зелен фон, а тези без кметство – с жълт. |                                 |                                              |            |                 |

### Население (1934 – 2021)
| Община Лом                                    | Община Лом | Община Лом | Община Лом | Община Лом | Община Лом | Община Лом | Община Лом | Община Лом | Община Лом | Община Лом | Община Лом |
| --------------------------------------------- | ---------- | ---------- | ---------- | ---------- | ---------- | ---------- | ---------- | ---------- | ---------- | ---------- | ---------- |
| Година                                        | 1934       | 1946       | 1956       | 1965       | 1975       | 1985       | 1992       | 2001       | 2011       | 2021       |            |
| Население                                     | 36605      | 38368      | 39985      | 43062      | 43672      | 42879      | 40260      | 35077      | 28139      | 21248      |            |
| Източници: Национален Статистически Институт, |            |            |            |            |            |            |            |            |            |            |            |

### Население по възрастови групи
| Население по възрастови групи към септември 2021 година | Население по възрастови групи към септември 2021 година | Население по възрастови групи към септември 2021 година | Население по възрастови групи към септември 2021 година | Население по възрастови групи към септември 2021 година | Население по възрастови групи към септември 2021 година | Население по възрастови групи към септември 2021 година | Население по възрастови групи към септември 2021 година | Население по възрастови групи към септември 2021 година | Население по възрастови групи към септември 2021 година | Население по възрастови групи към септември 2021 година | Население по възрастови групи към септември 2021 година | Население по възрастови групи към септември 2021 година | Население по възрастови групи към септември 2021 година | Население по възрастови групи към септември 2021 година | Население по възрастови групи към септември 2021 година | Население по възрастови групи към септември 2021 година | Население по възрастови групи към септември 2021 година | Население по възрастови групи към септември 2021 година |
| ------------------------------------------------------- | ------------------------------------------------------- | ------------------------------------------------------- | ------------------------------------------------------- | ------------------------------------------------------- | ------------------------------------------------------- | ------------------------------------------------------- | ------------------------------------------------------- | ------------------------------------------------------- | ------------------------------------------------------- | ------------------------------------------------------- | ------------------------------------------------------- | ------------------------------------------------------- | ------------------------------------------------------- | ------------------------------------------------------- | ------------------------------------------------------- | ------------------------------------------------------- | ------------------------------------------------------- | ------------------------------------------------------- |
| Общо                                                    | 0 – 4                                                   | 5 – 9                                                   | 10 – 14                                                 | 15 – 19                                                 | 20 – 24                                                 | 25 – 29                                                 | 30 – 34                                                 | 35 – 39                                                 | 40 – 44                                                 | 45 – 49                                                 | 50 – 54                                                 | 55 – 59                                                 | 60 – 64                                                 | 65 – 69                                                 | 70 – 74                                                 | 75 – 79                                                 | 80 – 84                                                 | 85+                                                     |
| 21248                                                   | 744                                                     | 810                                                     | 939                                                     | 790                                                     | 753                                                     | 833                                                     | 1031                                                    | 1066                                                    | 1267                                                    | 1633                                                    | 1722                                                    | 1651                                                    | 1774                                                    | 1842                                                    | 1830                                                    | 1251                                                    | 731                                                     | 581                                                     |

### Етнически състав
| Етноси в община Лом (2011) | Етноси в община Лом (2011) | Етноси в община Лом (2011) | Етноси в община Лом (2011) | Етноси в община Лом (2011) |
| -------------------------- | -------------------------- | -------------------------- | -------------------------- | -------------------------- |
| Етническа група            |                            |                            | процент                    |                            |
| българи                    | българи                    |                            | 81.60%                     | 81.60%                     |
| цигани                     | цигани                     |                            | 17.25%                     | 17.25%                     |
| турци                      | турци                      |                            | 0.18%                      | 0.18%                      |
| други и неопределени       | други и неопределени       |                            | 0.97%                      | 0.97%                      |

Етническа група от общо 27421 самоопределили се (към 2011 година):
- българи: 22375
- турци: 50
- цигани: 4729
- други: 66
- неопределени: 201

### Вероизповедание
Основното вероизповедание е християнството. Преобладаваща по влияние е източноправославната църква с около 89%, следвана от групата на протестантските църкви (адвентисти, баптисти и петдесятници) с около 10%.
Около 1 – 2% от населението изповядва исляма.

## Административно-териториални промени
- Височайши доклад № 114 от 25.06.1882 г. – преименува с. Джембек махала (Дженбек махала) на с. Николаево;
- МЗ № 8866/обн. 5 януари 1948 г. – преименува с. Голинци на с. Младеново;
- Указ № 230/обн. 22.05.1950 г. – заличава с. Горно Линево и го присъединява като квартал на с. Ковачица;
- Указ № 236/обн. 28.05.1950 г. – преименува с. Лабец на с. Станево;
- Указ № 257/обн. 07.06.1950 г. – заличава с. Чучан и го присъединява като квартал на с. Станево;
- Указ № 490/обн. 19.09.1950 г. – обединява селата Ключова махала и Криводол в едно ново населено място – с. Трайково;
- Указ № 505/обн. 1 януари 1954 г. – преименува с. Дългошевица (Дългошевци) на с. Замфирово;
- Указ № 317/обн. 13.12.1955 г. – заличава с. Влашка махала и го присъединява като квартал на с. Сталийска махала;

– заличава с. Младеново и го присъединява като квартал на гр. Лом;
- Указ № 50/обн. 09.02.1960 г. – преименува с. Замфирово на с. Замфир;
- Указ № 463/обн. 02.07.1965 г. – заличава селата Алигина махала, Кален поток, Момин брод и Николаево и ги присъединява като квартали на гр. Лом.

## Политика
- 2003 – Пенка Пенкова (НДСВ) печели на втори тур с 53% срещу Жори Алексиев (БСП, ДПС, ПД Социалдемократи).
- 1999 – Руси Русинов (ОДС) печели на втори тур с 55% срещу Жори Алексиев (БСП и леви сили).
- 1995 – Богомил Колчев (независим) печели на втори тур с 57% срещу Недялка Трайкова (Предизборна коалиция БСП, БЗНС Александър Стамболийски, ПК Екогласност).
- 1991 – 1995 г. – инж. Йордан Кирилов Йорданов – първият демократично избран кмет на град Лом след 1944 г. Избран е с подкрепата на БЗНС – Никола Петков и СДС на втори тур с 12 800 гласа (или 51%) срещу Иван Трендафилов (БСП).

## Транспорт
През територията на общината преминава последният участък от 14,4 km от трасето на жп линията Брусарци – Лом.
През общината преминават частично 5 пътя от Републиканската пътна мрежа на България с обща дължина 77,9 km:
- участък от 44,5 km от Републикански път II-11 (от km 22,6 до km 67,1);
- последният участък от 10 km от Републикански път II-81 (от km 139,5 до km 149,5);
- началният участък от 4,2 km от Републикански път III-112 (от km 0 до km 4,2);
- началният участък от 13,5 km от Републикански път III-114 (от km 0 до km 13,5);
- последният участък от 5,7 km от Републикански път III-133 (от km 66,1 до km 71,8).

## Топографска карта
- Лист от карта K-34-11. Мащаб: 1 : 100 000.